# Apomys sierrae

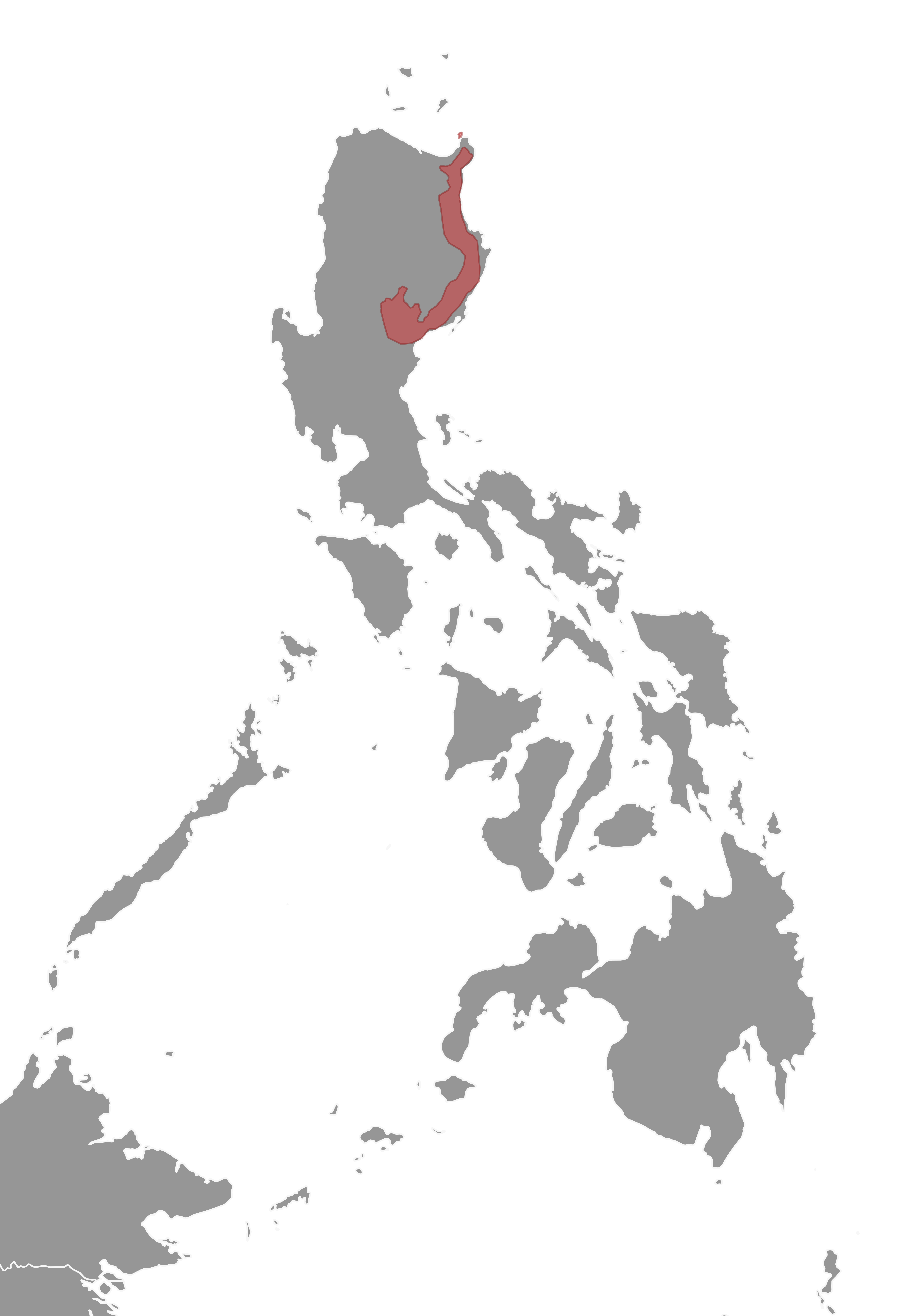
Localització de l'espècie.

Apomys sierrae és una espècie de mamífer rosegador de la família dels múrids. És endèmic de les Filipines.

## Descripció
És un rosegador de petites dimensions, amb la llargada total entre 262 i 296 mm, la llargada de la cua entre 124 i 154 mm, la llargada del peu entre 34 i 39 mm, la llargada de les orelles entre 18 i 21 mm i un pes de fins a 110 g.

## Biologia

### Comportament
És una espècie terrestre i nocturna.

### Alimentació
Es nodreix de cucs i altres invertebrats de cos tou.

## Distribució i hàbitat
Aquesta espècie és endèmica de l'illa de Luzon i la petita illa de Palaui (Filipines).
Viu als boscos molsosos, boscos montans, boscos secundaris de plana i boscos de dipterocarpàcies a entre 475 i 1.800 metres d'altitud.

## Estat de conservació
Com que fou descoberta fa poc, l'estat de conservació d'aquesta espècie encara no ha estat avaluat formalment.